# AIAグループ

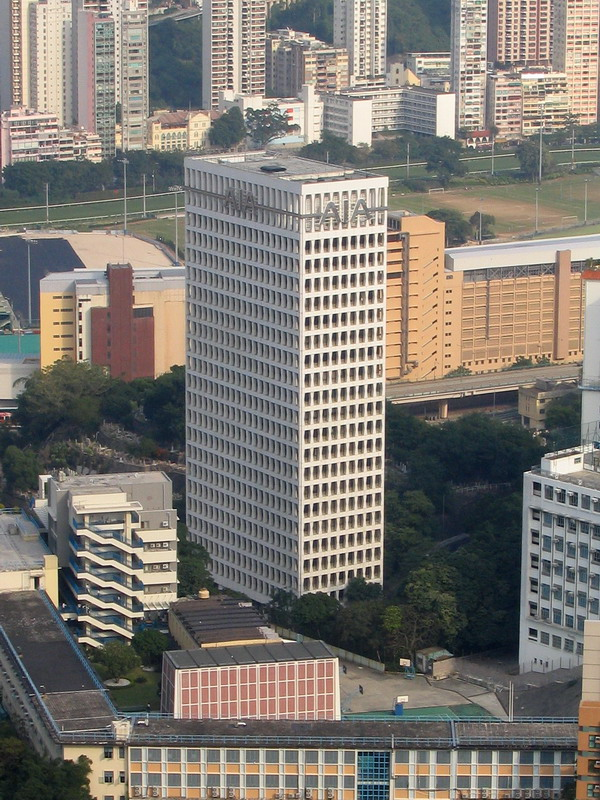
友邦大厦

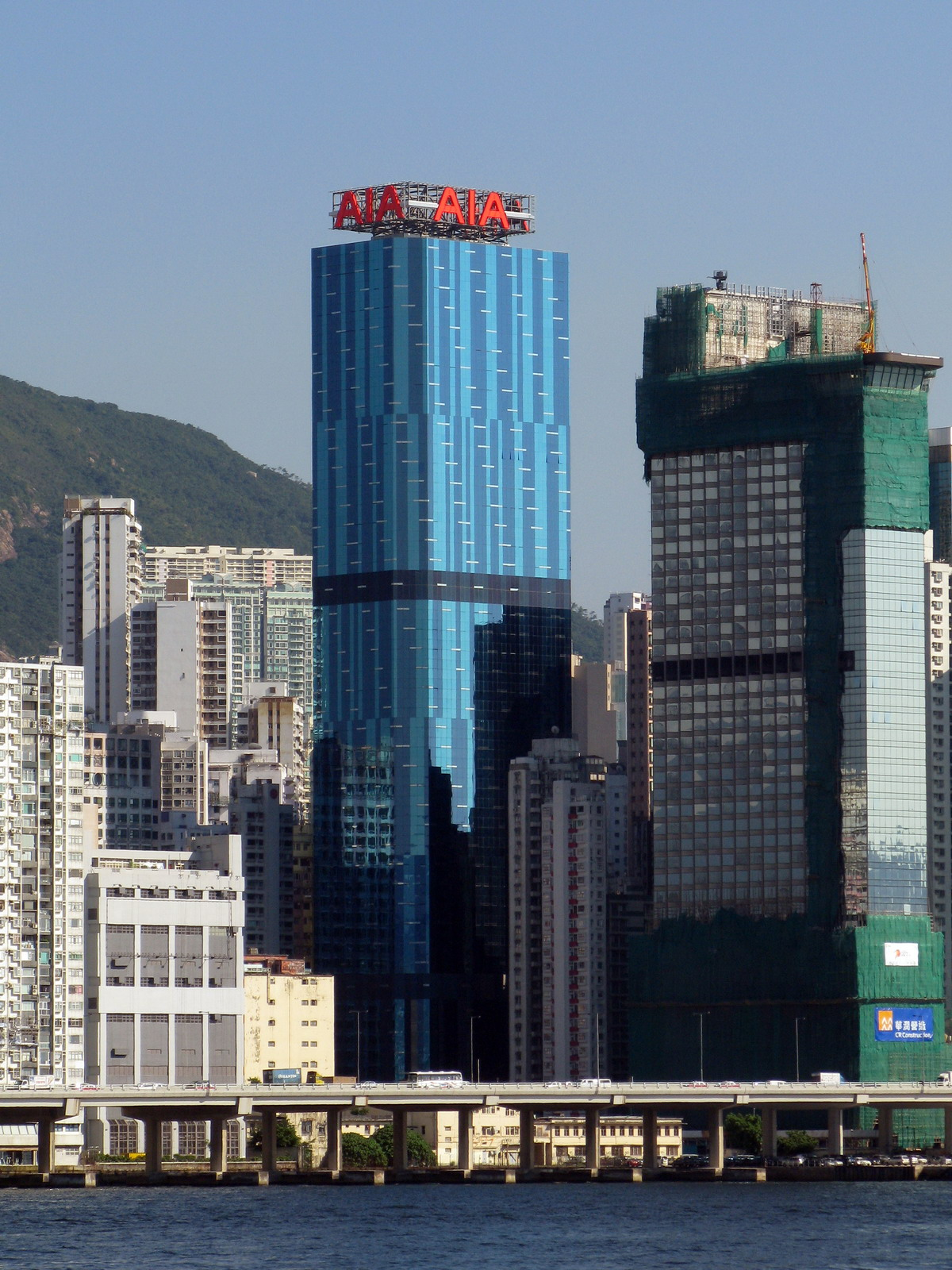
北角における友邦広場

AIAグループ（英語: AIA Group、エイアイエイグループ、中国語: 友邦保險、友邦保険）は、 香港に本社を置き、アジア・オセアニアで営業している生命保険と金融サービス会社である。

## 概要
1919年に設立され、香港、中国大陸、タイ、シンガポールなどアジアとオセアニアの17か国や地域で、個人と企業向け生命保険、傷害疾病保険、年金プラン及び健康管理サービスを提供している。
元々AIGのアジア部門であり、2008年の金融危機で米国政府がAIGを救済した際に経営分離された。
2009年12月、AIGは250億ドルの借金を減らすため、AIAとアリコジャパンの株式をニューヨーク連邦準備銀行に売却した。
2010年4月、AIAが香港証券取引所に上場。プルーデンシャル（イギリスの生命保険・金融サービス会社）は気が早く、一ヶ月前からAIA株を355億ドル買うと公表していた。
2012年春、AIGはAIA株を33％所有していたが、60億ドル分を売却、出資比率を19％に下げる計画を立てた。当時のブローカーは、ゴールドマン・サックスとドイツ銀行であった。同年9月、AIA自身はクラシックな取引姿勢を見せ、アビバスリランカの株式をアビバ本体とスリランカ国立開発銀行（National Development Bank of Sri Lanka）から買収して92.3％支配した。10月にはINGグループのマレーシア保険を買収した。12月、AIGはAIA株のすべてを売却した。2013年からAIAは自身のテリトリーでシティバンクとバンカシュランスを戦略提携している。
2016年5月頃、R3CEVがAIAをブロックチェーンコンソーシアムに参加させた。すると下半期AIAは驚異的な業績を出して報道された。
2017年9月、オーストラリア・コモンウェルス銀行から生命保険事業を31億ドルで買収することに合意した。